# Acalypha leptoclada
Acalypha leptoclada är en törelväxtart som beskrevs av George Bentham. Acalypha leptoclada ingår i släktet akalyfor, och familjen törelväxter. Inga underarter finns listade i Catalogue of Life.